# Mario Ravagnan
Mario Ravagnan (n. 18 decembrie 1930, Padova, Italia – d. 13 decembrie 2006, Torino, Italia) a fost un scrimer ce a reprezentat Italia, medaliat olimpic. A participat la 3 ediții ale Jocurilor Olimpice (1956, 1960, 1964) în care a câștigat o medalie de argint și o medalie de bronz.